# 出田りあ
出田 りあ（いでた りあ、1982年 - ）は、日本のマリンバ奏者（マリンビスト）。平成音楽大学客員教授。ドイツ・ベルリン在住。夫はヴァイオリニストの樫本大進。

## 人物・来歴

### 幼少時代
- 1982年、平成音楽大学学長出田敬三の長女としてオーストリア・ウィーンに生まれる[2]。2歳より熊本県に住み、父の勧めで6歳からマリンバを始める[3]。
- 1998年、九州女学院高等学校（現 ルーテル学院高校）芸術コースを卒業後、フランスへ留学。

### 留学時代
- 2001年からパリ国立高等音楽院に留学。
- 2003年「第1回パリ学生国際マリンバコンクール」でグランプリを受賞。
- パリ国立高等音楽院を審査員全員一致の首席および審査員特別賞受賞で卒業。
- ストラスブール・コンセルヴァトワール・ソリストコース修了。

### 師事歴
これまでに、吉田ミカ、水野与旨久、エリック・サミュ、エマニュエル・セジュルネ（de:Emmanuel Séjourné）に師事。

## 近年の活動
- 2005年
  - NHK-FM放送『名曲リサイタル』にピアニストの藤井一興と共に出演。
  - 熊本市産業文化会館・東京オペラシティでデビューリサイタルを行う。
- 2006年、イタリア国際打楽器コンクール、フランス国際マリンバコンクールで最年少での審査員を務める。
- 2007年
  - 熊本県立劇場にて、国際ソロプチミスト熊本-すみれ20周年記念事業として「出田りあマリンバリサイタル」共催。同じく浜離宮朝日ホールにて開催、内山詠美子と共演。
- 2007年
  - 10月 ベルリン・フィルハーモニー管弦楽団第1コンサートマスターでもある、ヴァイオリニスト樫本大進と結婚。
- 2009年
  - 8月、ベルリン・フィルハーモニー管弦楽団の首席フルート奏者エマニュエル・パユやクラリネット奏者ポール・メイエ、ピアニストのエリック・ル・サージュらが主宰するフランスのサロン・ド・プロヴァンスでの国際室内楽フェスティバルに夫である樫本大進とともに出演した。
  - 9月、テレビ熊本開局40周年記念として、父である平成音楽大学学長、出田敬三のプロデュースによる「平成音楽大学プレゼンツ 夢の共演 メモリアルコンサート」に出演し、敬三指揮の元、父娘で共演。
- 2010年
  - 11月5日 山田和樹指揮のもと、横浜シンフォニエッタと共演。
- 2011年
  - 4月14日 ベルリン、カイザー・ヴィルヘルム記念教会にて東日本大震災義援金コンサートを植村理葉、栗田智子、金丸葉子、Jakob Spahn、Caroline Bungerothらと共に開催する。
  - 5月10日 平成音楽大学サテライトステージにて、同大学客員教授の立場で同学園創立40周年記念企画の一環として、東日本大震災チャリティコンサートを開催。

## 家族・家系
- 夫：樫本大進（ヴァイオリニスト）
- 父：出田敬三（平成音楽大学学長）
- 弟：出田雄人（学校法人御船学園理事長）
- 妹：ゆめ真音（宝塚歌劇団100期生 雪組 男役タカラジェンヌ）
- 祖先は千葉城（現在の熊本城）に居城していた出田氏